# Santacruzodon hopsoni
Santacruzodon hopsoni és una espècie de cinodont de la família dels traversodòntids que visqué al supercontinent de Gondwana durant el Triàsic superior, fa entre 227,3 i 237 milions d'anys. Se n'han trobat restes fòssils a la formació de Santa Maria (Brasil). Es tracta de l'única espècie del gènere Santacruzodon. Era un traversodòntid de mida mitjana. Tenia les dents incisives aplanades en l'eix labiolingual. El nom genèric Santacruzodon significa ‘dent de Santa Cruz’, en referència a la ciutat on fou descobert, mentre que el nom específic hopsoni li fou assignat en honor del paleontòleg estatunidenc James Allen Hopson.